# Jinshaia
Jinshaia is een geslacht van straalvinnige vissen uit de familie van de steenkruipers (Balitoridae).

## Soorten
- Jinshaia abbreviata (Günther, 1892)
- Jinshaia niulanjiangensis Li, Mao & Lu, 1998
- Jinshaia sinensis (Sauvage & Dabry de Thiersant, 1874)